# ليان بو

## مقدمة
ليان بو، الاسم الصيني (بالكانجي: 廉颇)، كان جنرالاً عسكرياً بارزا في مملكة تشاو خلال فترة الممالك المتحاربة. ويعتبره الفولكلور الصيني الحديث أحد الجنرالات الأربعة المشهورين في فترة الممالك المتحاربة ، جنبًا إلى جنب مع باي تشي ، وانغ جيان ولي مو. منذ سنواته الأولى كقائد عسكري إنتصرفي العديد من المعارك مما أكسبه شهرة وحياة عسكرية ناجحة في مملكته الأم.
ولد ليان بو (الإسم الصيني بالكانجي 廉颇، لقبه ينغ) عام 327 قبل الميلاد في مملكة تشاو و تحديدا في مدينة تاييوان و ذلك أثناء فترة حكم الملك وولينغ (حكم من 326 قبل الميلاد - 299 قبل الميلاد). وتوفي عام 243 قبل الميلاد بعمر يناهز 84 سنة. كان جنرالا عظيما في مملكة تشاو خلال فترة الممالك المتحاربة. خدم في فترة حكم الملك هوي وين (حكم من 298 قبل الميلاد - 266 قبل الميلاد) ، والملك شياو تشنغ (حكم من 266 قبل الميلاد - 245 قبل الميلاد) ، والملك داوشيانغ (حكم من 245 قبل الميلاد - 236 قبل الميلاد)، حيث حقق العديد من الإنتصارات المبهرة.
في عام 290 قبل الميلاد. ذهب ملك تشاو هوي ون نحو الجنوب نحو تانغ لبناء مدينة جديدة ، في نفس السنة طبق الملك مبدأ الجدارة لرؤية مواهب الأشخاص و تعيينهم بغض النظر عن خلفيتهم و أتيحت الفرصة لليان بو لإظهار مواهبه.

#### ليان بو يترقى لمنصب الجنرال
في عام 285 قبل الميلاد، برز ليان بو كثيرا في ساحات حروب الصين محققا عدة انتصارات لذلك، تم تعيينه جنرالا رئيسيا لجيش مملكة تشاو.
كسر شهرة مملكة تشي
في السنوات الأولى من حكم الملك هوي وين (ملك تشاو حكم من 298 قبل الميلاد - 266 قبل الميلاد) ، كانت تشي هي المملكة الأقوى في الصين آنذاك. في العام الخامس عشر لملك تشاو هوي وين و تحديدا عام 284 قبل الميلاد ، شغل الجنرال الشهير يو يي منصب رئيس وزراء كل من مملكتي يان وتشاو، حيث نجح في تشكيل تحالف بين الممالك الست (يان-تشاو-وي-هان-تشين) لهزيمة مملكة تشي العظمى في الشرق (للتفاصيل أنظر إلى معركة جيشي - حدثت عام 284 ق.م). شارك الجنرال ليان يو في هذا النشاط العسكري واسع النطاق كقائد أعلى لجيش مملكة تشاو و استولى على أراضي هيجيان خلال المعركة.
في عام 283 قبل الميلاد، قاد ليان بو جيش تشاو للتوغل في عمق أراضي مملكة تشي و هزم جيشها واستولى على "يانغ جين"، مما صدم الأمراء. في وقت لاحق، عاد ليان بو إلى مملكة تشاو، فكان الملك سعيدا بنصره و نظرا لإنتصاره المجيد، قام بترقيته لمنصب شانغكينغ 上卿 (أعلى مسؤول مدني في البلاط، بمعنى وزير عالي). تأجلًا لسلطة ليان بو ، كانت دولة تشين خائفة بعض الشي من غزو مملكة تشاو. منذ ذلك الحين ، قاد ليان بو جيش تشاو ليخرج منتصرًا في كل معركة.

#### شجاعة الإعتراف
في نفس العام 283 قبل الميلاد ، اكتسبت مملكة تشاو حجر اليشم هي شي بي (معدن نفيس لا يقدر بثمن). فقام ملك تشين ببعث رسائل نحو ملك تشاو، الملك هوي وين من أجل عقد صفقة و هي التنازل عن خمسة عشر مدينة لتشاو مقابل حصول مملكة تشين على حجر اليشم ، كلف ملك تشاو خادمه مياو ببعث دبلوماسي نحو تشين ، إختار مياو تاجره لين شيانجرو كمبعوث و سفير إلى مملكة تشين لتسليم اليشم و إتمام الصفقة. عاد لين شيانجرو إلى مملكة تشاو بحكمته وشجاعته ، وفاز بنصر دبلوماسي على تشين. عرفت الحادثة في التاريخ بإسم "إعادة اليشم إلى تشاو"
ما بين عامي 282 قبل الميلاد و 280 قبل الميلاد و بعد هذه الحادثة ، قررت مملكة تشين شن ثلاث حملات متتالية على مملكة تشاو، إثنان منها بقيادة الجنرال باي تشي حيث خسرت خمس قلاع من بينها شيتشنغ. وقتل ما يقارب 20000 جندي من تشاو.
رغم خسارة تشاو للقلاع، لكن بسبب قيادة ليان بو للجيش، فشل جيش تشين مرارا و تكرارا من إختراق خط دفاع تشاو للتوغل أعمق نحو الأراضي الداخلية فإكتفى بأخذ قلاع حدودية. بعد كبح هجوم تشين أصبح ليان بو معروفا بشجاعته.
في عام 279 قبل الميلاد ، أراد ملك تشين أن يلتقي بملك تشاو لإحلال السلام في ميانتشي (الآن غرب مقاطعة ميانتشي ، مقاطعة خنان). كان ملك تشاو خائفًا جدًا من التوجه إلى هناك.
أجرى ليان بو و لين شيانجرو حوارا واعتقدا أن ملك تشاو يجب أن يظهر شجاعته وقوة مملكته. عندما توجه ليان بو إلى ملك تشاو، قال: " قد تستمر هذه الرحلة لمدة 30 يومًا. إذا لم تتمكن من العودة بعد 30 يومًا ، فالرجاء جعل الأمير الملك ، حتى لا تهدد مملكة تشين مملكة تشاو". أعطى ترتيب ليان بو الدقيق لملك تشاو المزيد من الشجاعة والقوة. أثناء اجتماع ميانتشي ، تفاوض لين شيانجرو مع ملك تشين بطريقة لم تكن لا متواضعة ولا متعجرفة واستجاب لجميع أنواع الوسائل التي استخدمها ملك تشين بلا تردد. لم ينقذ سمعة مملكة تشاو فحسب ، بل تمكن أيضا من ردع ملك تشين ووزرائه بكبح جماحهم.
بعد نهاية الإجتماع ، عاد ملك تشاو بسلام، فقام بتعيين لين شيانجرو في منصب شانغكينغ 上卿 (رئيس الوزراء) والذي كان أعلى من منصب ليان بو الرسمي. فكان الأخير غير راضٍ عن تعيين لين شيانجرو في هذا المنصب، لأنه كان يعتقد أنه بصفته جنرالًا في مملكة تشاو ، بذل جهودًا كبيرة في مهاجمة المدن وتوسيع الأراضي والحفاظ على الحدود الوطنية. لذلك عقد العزم علانية بإهانة لين شيانجرو كلما التقى به. عندما علم لين شيانجرو بذلك ، لم يكن يريد التنافس مع ليان بو ، لذلك تبنى موقفًا متسامحًا. عند حضروهم إلى بلاط الملك ، من أجل عدم ملاقاة ليان بو الغاضب، كان دائمًا يقدم أعذارًا للمرض. يوما ما ، عندما خرج لين شيانجرو بعربة ورأى ليان بو يقترب من بعيد ، استدار ببساطة وتجنب رؤيته، فظن أتباعه أنه جبان، لذلك وضح لين شيانجرو قائلا: "لقد تجرأت على لوم ملك تشين وإهانة بوزرائه في المحكمة. هل سأخاف من ليان بو؟ كان السبب في عدم تجرؤ دولة تشين القوية على غزو مملكة تشاو هو أن ليان بو وأنا كنا مسؤولين في نفس الوقت. إذا قاتلنا بعضنا البعض ، فسيكون ذلك مثل نمرين ضاريين يتقاتلان، ثم إن السبب الذي جعلني أتجنبه كان من أجل مصلحة البلاد لكي لا تنشب العداوة بيننا و تزعزع استقرار المملكة".
بعد سماع هذا القول ، تأثر ليان بو بعمق و توجه لمنزل لين شيانجرو، فربط أغصانا بأشواك على ظهره وطلب منه معاقبته بالجلد. أعجب لين شيانجرو بليان بو كثيرا و منذ ذلك الحين ، أصبح الإثنين أصدقاء مستعدين للموت من أجل بعضهم البعض. تم تقديم قصة "انسجام رئيس الوزراء والجنرال" في أشكال مختلفة من الأدب والفن من قبل الأجيال اللاحقة. عواطفها الوطنية القوية جذبت دموع الناس وألهمتهم كثيرًا. الصدق والشخصية الصريحة التي يتمتع بها ليان بو جعلت الناس يشعرون بالود والبهجة تجاهه.

##### معارك توسيع الحدود
في العام العشرين للملك هوي وين من مملكة تشاو تحديدا في عام 279 قبل الميلاد ، هاجم ليان بو مملكة تشي شرقًا وهزم جيشها. بعد ذلك، غزا ليان بو مملكة تشي مرة أخرى واستولى على تسع مدن.
في عام 278 قبل الميلادو بعد أن إستعادت تشي معظم أراضيها، توجه ليان بو شرقا و إستولى على قلعة جي و حطم أحد جيوش تشي.
في عام 276 قبل الميلاد، قاد الجنرال لو تشانغ قوات تشاو لمهاجمة جيي في مملكة وي ، لكنه فشل في الاستيلاء عليها. بعد ذلك، هاجم ليان بو مملكة وي ونجح في احتلال جيجي.
في عام 274 قبل الميلاد ، هاجم ليان بو مملكة وي واستولى على فانغلينغ، بنى مدينة وعاد ، ثم استولى بعد ذلك على أنيانغ.
في عام 273، هاجم برابرة الدونغهو (أسلاف المغول) مدينة داي في شمال مملكة تشاو و أسقطوها. قاد ليان بو جيش تشاو شمالا حيث هزمهم و استرجع المدينة. في هذا الوقت، هزم تحالف مملكتي وي و تشاو بقيادة الجنرال جيايان في معركة هوايانغ ضد تشين بقيادة باي تشي، ويران و هوشانغ. أسرع ليان بو لإنقاذ الوضع، لكن و بسبب بعد المنطقة كثيرا، وصل متأخرا حيث قام بجمع ما تبقى من جيش تشاو و أعادهم للوطن.
في عام 270، وصلت مملكة تشاو لذروة القوة، لدرجة أنها أصبحت حاجزًا لمنع مملكة تشين من الغزو شرقًا وبفضل العلاقة المتناغمة بين ليان بو و لين شيانجرو، اتحد جميع سكان مملكة تشاو معًا وكانوا مكرسين جدا لخدمة البلد.
في نفس العام 270 قبل الميلاد ، كان ملك تشين غير راضٍ عن انتهاك ملك تشاو العهد، لذلك، تم إرسال قوات تشين البالغة 200000 جندي بقيادة الجنرال هوشانغ و نائبيه وانغ هي وشيا لينغ لمهاجمة منطقة يويو (تنطق يانيو كذلك) في تشاو. بعد سماع نبأ الغزو استدعى الملك هويوين ليان بو فورا وسأله: "هل يمكنك الذهاب للإنقاذ؟" أجاب ليان بو: "الطريق طويل وضيق ، وجيشي لن يصل في الوقت المناسب لإنقاذ المنطقة ." نفس الإجابة تمامًا صدرت أيضا من الجنرال الشهير يويي ولين شيانجرو. خالفهم الجنرال تشاو شي ، وقال: "الطريق بعيد و ضيق وأيضا التضاريس وعرة ، لذلك سيكون الأمر أشبه بفئران تتقاتل في حفرة ، والشجاع هو الذي سيفوز!" أرسل الملك هوي وين الجنرال تشاو شي لإنقاذ يانيو وهزم جيش تشين، والمعروفة في التاريخ بمعركة يانيو أو يويو.
بعد ذلك، كان ملك تشين غير راض بفوز جيش تشاو، لذلك أعاد بقايا جيش تشين المهزوم لمهاجمة المنطقة من جديد، لكنه هزم على يد ليان بو.
في عام 269 قبل الميلاد و بعد الهزيمة التي تلقاها جيش تشين في معركة يانيو ، حول ملك تشين جيشه لمهاجمة منطقة جي في مملكة وي، لذلك أمر ملك تشاو ليان بو بقيادة الجيش لإنقاذ جي في مملكة وي و إيقاف زحف جيش تشين. إثر تلك الحرب، هزم جيش تشين شر هزيمة على يد ليان بو. بعد هذه الحادثة، لم تجرؤ مملكة تشين على مهاجمة جدية ضد مملكة تشاو.
في عام 266 قبل الميلاد ، توفي ملك تشاو الملك هوي وين ، وخلف من بعد ذلك إبنه الملك شياو تشينغ العرش. خلال هذه الفترة ، تبنت مملكة تشين استراتيجية الارتباط بالدول البعيدة ومهاجمة الدول القريبة منها. أقامت علاقات جيدة مع مملكتي تشي و تشو ، و قامت بمهاجمة الدول الصغيرة المجاورة في نفس الوقت.
في عام 265قبل الميلاد، أرسل ملك تشين جيشا قوانه 200.000 جندي بقيادة وانغ جيان و وانغ يي لمهاجمة مملكة تشاو ، إستوليا على 3 قلاع دفعة واحدة و قتلوا 34.000 جندي و توغل جيش تشين لعمق أراضي تشاو ، في هذا الوقت لم تعد تشاو تملك قوة وطنية كافية لمواجهة تشين وحدها.
تم إرسال ليان بو و تشاو شي لصد العدو و تمسكا معا بمعبر جينغ شينغ، فتوقف تقدم تشين و لم يتسطع كسر الدفاع.
في عام 264 قبل الميلاد ، هاجم الجنرال باي تشي من تشين منطقة شانغ دانغ في مملكة هان وقام بقتل 50000 جندي من هان مستوليا بذلك على خمس قلاع و كادت المنطقة أن تسقط بالكامل على يد مملكة تشين. بعد الخسارة الفادحة التي تلقاها جيش هان، كان الملك هوان هوي (ملك هان حكم من عام 273 قبل الميلاد حتى 239 قبل الميلاد) يود أن يتنازل على المنطقة لصالح تشين مقابل إقامة هدنة معهم، لكن الجنرال فينغ تينغ رفض و اقترح على الملك أن يسلم منطقة شانغ دانغ لصالح مملكة تشاو محتجا بذلك على قربها لها و كون الشعب الماكث هناك رافضا الرضوخ لمملكة تشين، لذلك أرسل ملك هان رسائل إلى ملك تشاو و أطلعه بالوضع.
في عام 262 قبل الميلاد، بدأت مملكة تشين ومملكة تشاو حربًا ضد بعضهما البعض من أجل الإستيلاء على منطقة شانغ دانغ. في ذلك الوقت ، مات الجنرال الشهير تشاو شي وكان الوزير لين شيانجرو مريضا جدا ، لذلك لم يكن هناك سوى ليان بو الذي يمكنه أن يكون مسؤولاً عن الشؤون العسكرية بصفته القائد العام للجيش.
ما بين عامي 263 قبل الميلاد و 262 قبل الميلاد. وصل جنرال تشين وانغ هي بجيش ضخم لمساعدة الجنرال سيما جين (قواتهم المشتركة بلغت 250000 جندي) و إنهاء الغزو بسرعة ، بعد معرفة الملك شياو تشنغ للوضع أرسل فورا الجنرال ليان بو بجيش قوامه 200000 جندي لتأمين المنطقة. مع المقاومة العنيدة، تمكن ليان بو من محاصرة وانغ هي، حيث إتخذ منطقتي دانتشولينغ و مانيو كموقع دفاعي له و وزع باقي قواته في المقدمة على طول 32 كلم كخط حدودي يفصل بينه و بين العدو.
في ظل هذه التحصينات بقي وانغ هي عاجزا عن التقدم و مكث في منطقة كونغ كانغ لينغ، لكن جيش تشين بقيادة باي تشي قام بإحتلال تشينيانغ جنوبا و بهذا تم عزل شمال منطقة شانغ دانغ كلها عن بقية أراضي هان.
في شهر أبريل من عام 262 قبل الميلاد. بعد أن عزلت تشين شمال شانغ دانغ عن بقية أراضي هان، تخلى ليان بو عن محاصرته لوانغ هي و توجه جنوبا حتى لا يقع في الحصار ، إنتهز القائد وانغ هي فرصة فك الحصار عنه و ذهب جنوبا أيضا نحو معبر تشانغ بينغ ليحظى بتمركز جيد. بعد وصول ليان بو، بنى تحصينات قرب وادي يوكسي ، حاول القائد وانغ هي إختراقه و في شهر يونيو نجح في ذلك. تموقع ليان بو بعدها قرب قلعة إرجيان و بنى تحصينات حولها ، حاول القائد وانغ هي إختراقها حتى نجح في ذلك في شهر يوليو.
ثم تراجع ليان بو نحو نهر دان و إستغل طوله لبناء جدران دفاعية طولها عدة أميال.
حاول القائد وانغ هي إختراقه لكنه لم يفلح إلا في تحطيم دفاع الجدار الغربي فقط، بعد إعادته النظر في مجريات المعركة، قرر ليان بو التراجع شرقا و التموقع في غوغوان و هي منطقة بمعبر تشانغ بينغ تعتبر قريبة من تشاو أكثر منها إلى تشين.
خطة ليان بو كانت قائمة على جذب جيش تشين له، مستغلا إرتفاع معنوياتهم بعد تحطيمهم لمعظم دفاعاته وكل هذا لإرهاقهم بدنيا و إستنزاف مواردهم. بعد إدراك ليان بو أن هذه المنطقة ستكون مثالية له لوصول خط الإمدادات أسرع إليه بثلاث مرات من وصول خط إمدادات تشين.
إتخذ ليان بو جبل هانوانغ كمقر له و معتمدا على منحدره الجنوبي الخطير بنى عليه أسوارا قاعها يصل إلى أربع أمتار لعرقلة جيش تشين أكثر عند محاولتهم إختراقه.
متمسكا بهذا الخط الدفاعي، تمكن ليان بو من جعل التعزيزات و الإمدادات تصل إليه بسلاسة بينما عانى جيش تشين بسبب بعد المنطقة عنهم و فوق هذا لم يتمكن من إختراق دفاعات ليان بو، لتصبح الحرب إستنزافا تاما للموارد من الجانبين.
مع توافد الجنود للمعسكرين أكثر فأكثر أصبح تعداد الجيوش ضخما و بحلول عام 260 قبل الميلاد، أصبح لدى ليان بو ما يقارب 450000 إلى 500000 جندي، بينما كان يملك جيش تشين بقيادة وانغ هي ما يزيد عن 550000 جندي .
ظل جيش تشين يحاول إختراق دفاعات ليان بو، لكن دون جدوى ليبقى وضع الجمود هذا طيلة أكثر من سنتين.
في صيف عام 260 قبل الميلاد و بعد حالة الجمود التي دامت أكثر من سنتين و فشل جيش تشين في إختراق دفاعات ليان بو الحديدية ، قام رئيس وزراء تشين فان جو ببعث رسائل إلى جواسيسه في تشاو من أجل إستغلال العلاقة السيئة للقائد ليان بو بالموظفين السياسيين هناك و نشر إشاعات عنه بالعجز عن إنهاء الحرب و أنه جنرال قديم و خرف.
وصلت الشائعات إلى الملك شياو تشنغ (حكم من 266 قبل الميلاد - 245 قبل الميلاد) و الذي نفذ صبره من هذا الوضع و قام بإستبدال ليان بو بقائد آخر يدعى تشاو كو. غضب ليان بو بسبب قرار الإستبدال و فوق هذا بجنرال لا يفقه شيئا في الحرب لهذا عاد لمنزله.
فور سماع الوزير لين شيانجرو للخبر، أمر قواته التي كانت تقاتل مملكة تشي شرقا بالعودة لللعاصمة ثم اعترض على قرار الملك و دافع عن ليان بو كونه جنرالا خبيرا قادرا على إتمام المهمة. تنفيذا لوصية زوجها الراحل، أتت أم القائد تشاو كو (زوجة الجنرال الشهير تشاو شي) للملك و أخبرته بأن يغير رأيه، لأن إبنها حسب كلام زوجها، رغم تعلمه فن الحرب نظريا لكنه لا يصلح أبدا لقيادة جيش كونه يتعامل مع الجنود على أنهم بيادق و المعركة على أنها لعبة.
تجاهلهما الملك و أصرعلى قراره، ظنا منه أن تشاو كو سيقوم بنصرمميز كأبيه في حرب يانيو عام 270 قبل الميلاد.
بعد أن حل تشاو كو محل ليان بو ، قام بتغيير الخطة الإستراتيجية تمامًا التي صاغها ليان بو سابقا واستبدل العديد من الضباط. ثم عينت دولة تشين سرا باي تشي لقيادة الجيش في مهاجمة جيش تشاو. أثناء المعركة، هزم جيش تشاو في تشانغ بينغ شر هزيمة، وقتل القائد تشاو كو. قام الجنرال باي تشي بعد ذلك بدفن جنود تشاو البالغ عددها 450000 جندي أحياء مع بعض سكان منطقة شانغ دانغ الرافضين لحكم تشين و ترك 240 من السكان و المدنيين لتخسر مملكة تشاو في المجموع أكثر من 450.000 جندي.
حسب تصريح كتاب سجلات المؤرخ الكبير لسيما تشيان من سلالة هان، فقد كان عدد جيش تشاو في معركة تشانغ بينغ يمثل ما يقارب 90% من القوة العسكرية للبلاد، مما أسفر عن تراجع ملحوظ لقوة مملكة تشاو إثر هذه الحرب.
بعد معركة تشانغ بينغ مباشرة ، انتهزت مملكة تشين الفرصة لتطويق هاندان عاصمة مملكة تشاو ، (انظر حرب هاندان) ، والتي استمرت ما يقارب العامين و لحسن الحظ ، تمكن ليان بو مرة أخرى من العودة للجبهة والدفاع على العاصمة هاندان حيث خسر جيش تشين العديد من الجنود أثناء الحصار و بفضل القيادة المتقنة من طرف ليان بو، تم الحفاظ بنجاح على عاصمة مملكة تشاو من الإختراق. مستمسكا بتحالف الدول المجاورة (وي - تشو) والذي نجح بفضل مساعدة الوزير شين لينغ من وي ، بينغ يوان من تشاو و شونشن من تشوة، مسفرا عن ذلك هزيمة جيش تشين و انتصار قوات التحالف و إنقاذ مملكة تشاو من الأزمة و فك الحصارعنها في حرب هاندان التي استمرت ما بين عامي 259 قبل الميلاد و 257 قبل الميلاد. لكن و مع ذلك القوة الوطنية لمملكة تشاو قد تقلصت إلى حد كبير.

###### ليان بو ينقذ مملكة تشاو و يصبح رئيسا للوزراء
في معركة تشانغ بينغ، لقي معظم الشباب حتفهم ، بينما كان أطفالهم لا يزالون أصغر من أن يشاركوا في الحروب. في ظل هذه الظروف ، عينت مملكة يان رئيس الوزراء لي فو كقائد عام، حيث قام بتجهيز جيشا قوامه 600000 جندي و 2000 حربة حربية لغزو مملكة تشاو التي تكبدت الأضرار و ضعفت.
في العام السادس والخمسين للملك تشاو شيانغ من مملكة تشين عام 251 قبل الميلاد. قاد الجنرال ليان بو جيش تشاو البالغ عدده 130000 (الأغلبية الساحقة مكونة من مواطينين تم تجنيدهم إجباريا) في معركة هاو-داي الشهيرة.
قام ليان بو بتقسيم جيشه إلى مجموعتين ، واحدة بقيادة نائبه الجنرال لو تشنغ و المكونة من 50000 جندي و ذلك للقتال ضد جيش مملكة يان في الغرب البالغ عدده 200000 جندي ثم قاد ليان بو بنفسه المجموعة الأخرى البالغة 80000 جندي لمواجهة القوة الرئيسية الهائلة لجيش يان بقوام 400000 جندي في هاوتشنغ . تبنى ليان بو تكتيك تركيز قواته على محاربة العدو في الجبهة. كانت المعركة الأولى ناجحة ، حيث تبددت غطرسة جيش يان. بعد ذلك، قاد ليان بو جيش تشاو لهزيمة القوة الرئيسية لجيش يان وقتل القائد العام لي فو. أصيب جيش يان بالذعر وتراجع. أمر ليان بو جيش تشاو بالاستفادة من النصر ومتابعة العدو المنسحب لمسافة 500 ميل.
على طول الطريق، أبيد ما يقارب 400000 جندي من يان. لم يكتفي ليان بو بذلك ثم توجه إلى عاصمة مملكة يان و قام بفرض حصارعليها. لم يكن أمام ملك يان أي خيار سوى قبول جميع متطلبات الجنرال ليان بو ، بما في ذلك التنازل عن خمس مدن و إقامة هدنة بين المملكتين إجباريا. عند عودة ليان بو إلى مملكته تشاو، حصل على لقب " لورد شين بينغ جون " و تم تعيينه رئيسا للوزراء . في السنوات السبع التالية ، تفرغ ليان بو للسلطة المركزية و الشؤون العسكرية، حيث قام بإعادة هيكلة أنظمة الدولة متصديا مرارًا وتكرارًا لقوات العدو الغازية مع الصبر و انتظار فرصة تعافي المملكة للعودة لتوسيعها و تقوية نفوذها.

#### ليان بو يستعيد نفوذ و قوة مملكة تشاو من جديد
في عام 245 قبل الميلاد ، قاد ليان بو جيش تشاو للإستيلاء على لونغ يان في مملكة وي و نجح في احتلالها رغم ضيق الموارد، ذلك أظهر استعادة شي من القوة الوطنية لمملكة تشاو من جديد.
في السنة الثانية من الإمبراطور الأول لسلالة تشين في نفس العام ، توفي الملك شياوشينغ من تشاو ، وصعد ابنه الملك داوكسيانغ العرش. بعد الاستماع إلى نصيحة الوزير الغادر جو كاي (قوه كاي) ، قام الملك شياوشينغ بتجريد ليان بو من مناصبه بل واستبدله مع الجنرال لو تشنغ. كان ليان بوغاضبًا جدا و غير راضيا عن هذا، لذلك قام بمهاجمة لو تشنغ. خسر لو تشنغ ضد ليان بو في المعركة ثم فر هاربا.

###### نهاية جنرال عظيم
بعد هذا الحادثة غادر ليان بو مملكة تشاو وتوجه إلى مملكة وي كلاجئ. عاش ليان بو في عاصمة مملكة وي داليانغ لفترة طويلة، لكن وعلى الرغم من أن ملك وي قد استقبله ، إلا أنه لم يثق به و لم يعينه في أي منصب. في هذا الوقت ، كانت مملكة تشاو محاصرة من قبل مملكة تشين التي انتهزت فرصة غياب ليان بو. بعد إعادته النظر، أراد ملك تشاو تعيين ليان بو مرة أخرى. لذلك ، أرسل ملك تشاو مبعوثين إليه لأخذ زوج من الدروع القيمة وأربعة خيول سريعة لتحديد هل ما زال ليان بو بكامل عافيته ومعرفة ما إذا كان لا يزال من الممكن أن يعود للمعارك على الرغم من أنه كان عجوزا. فرح ليان بو و أراد العودة لوطنه من جديد و تكريس لنفسه للخدمة لكن الوزير قوه كاي ، عدو ليان بو ، كان خائفًا من أن يكتسب هذا الأخير السلطة من جديد، لذلك قام برشوة المبعوث تانغ جيو بالكثير من المال وأخبره أن يتحدث بسوء عن ليان بو. عندما رأى تانغ جيو ليان بو ، وجد أنه قد أكل دلوًا من الأرز وعشرة كيلوغرامات من اللحوم أمامه. كما وضع درعه وركب الحصان و قام بعدة حركات الكونغ فو لإثبات أنه لا زال قادرا على خوض الحروب و المعارك و فعلا أثبت ليان بو جدارته، لكن المبعوث الذي تم رشوته عاد لمملكة تشاو و أبلغ الملك قائلا: "على الرغم من أن الجنرال ليان بو عجوز ، إلا أن شهيته لا تزال جيدة. لكن كان لديه سلس بول حتى إنه حش ثلاث مرات في وقت قصير". اعتقد ملك تشاو أن ليان بو لم يعد بإمكانه تقديم الخدمة العسكرية ، لذلك لم يتم تعيينه أبدا. فقد المخضرم ليان بو فرصته في خدمة مملكته.
عندما سمعت مملكة تشو عن وضع ليان بو ، قام الملك كاولي بإرسال عدة مبعوثين للترحيب به في مملكة تشو. ومع ذلك ، لم يقدم ليان بو أية مساهمة كجنرال قائد في مملكة تشو. كان جد حزين و مكتئب قائلا: "أريد أن قيادة جنود تشاو مرة أخرى و العودة لوطني"، مما أظهر شعورًا بالتعلق بالوطن الأم و الإخلاص الدائم له. بعد كل شيء ، لم يتم يتعيين ليان بو أبدا من طرف مملكة تشاو. هذا الجنرال الشهير الذي قدم مساهمات كبيرة في مملكته الأم ، مكتئبا وحزينا ، توفي في نهاية المطاف في شوشون في مملكة تشو بعمر 84 عاما. بعد أكثر من عقد من الزمان ، تم القضاء على مملكة تشاو من قبل مملكة تشين في حروب توحيد الصين.
يقع قبر ليان بو على المنحدر الجنوبي لجبل الماشية في جبل باغونغ ، على بعد 7 كيلومترات شمال مقاطعة شوكسيان ، مقاطعة أنهوي. مع محيط يقدر 300 متر، يحيط بنهر هواي في الغرب والجبال في الشمال والجنوب والشرق. كرجل عظيم حقًا، انتشرت سمعته الجديرة بالتقديرعبر العصور.
- في السنة الثالثة من فترة جيانتشونغ لأسرة تانغ الحاكمة عام 782 ميلادي ، اقترح يان جينكينغ مبعوث قواعد السلوك ، على تانغ ديزونغ تسمية 64 جنرالًا قديمًا مشهورًا ، وإنشاء المعابد لهم ، بما في ذلك " تشاو شين بينغ جون ليان بو ". في الوقت نفسه ، تم إدراج باي تشي، سون بين، تيان دان، تشاو شي، وانغ جيان، لي مو، وو تشي
- تم إدراج ليان بو في قاعة أسلاف الحكماء السبعة في حديقة كونغتاي ، مدينة هاندان ، مقاطعة خبى ، لإحياء ذكرى الأجيال القادمة.
- في السنة الخامسة في عهد أسرة سونغ عام 1123 ميلادي ، أقامت أسرة سونغ معابد للجنرالات القدامى المشهورين وفقًا لممارسات أسرة تانغ. ومن بين الجنرالات الـ 72 المشهورين ، تم ضم ليان بو أيضًا.
- في "السيرة الذاتية لسبعة عشر مؤرخًا ومائة جنرال" التي كُتبت في عهد أسرة سونغ الشمالية ، كان ليان بو أيضًا من بين هؤلاء.

في مانجا و أنمي كينغدوم الذي يحاكي أواخر فترة الممالك المتحاربة يُعرف ليان بو باسم "رينبا" باليابانية وعلى الرغم من شخصيته المبهجة في كثير من الأحيان ، إلا أنه يُعتبر على نطاق واسع أحد الجنرالات الأكثر رعباً واحتراماً في جميع أنحاء الصين ، وهو عضو سابق في الجيل الأول من "السماوات العظام الثلاث لمملكة تشاو ". ماهر في أنواع مختلفة من الحروب ، فهو أحد الجنرالات الأكثر تكاملا حيث يكون في بعض الأحيان جنرال غرائزي يرصد تدفق تيار المعركة، استراتيجي من النوع الرفيع حيث يحيك خطة حكيمة بتفاصيلها ، و قوي جدا في الهجوم في الصفوف الأمامية و صياغة دفاعات من حديد . غادر مملكة تشاو بعد أن اختلف مع أسلوب الملك داوكسيانغ الطاغية في القيادة. ثم ذهب إلى مملكة وي ، لكنه انتهى به الأمر إلى الإستقرار في عاصمة مملكة تشو بعد حرب سانيو. هناك ، لا يزال هناك "ضيفًا مشرفًا" في هذه المملكة.